# دیمیترییف (شهر)
شهر دیمیترییف (به روسی: Дмитриев) در کشور روسیه و در اوبلاست کورسک واقع شده‌است.